# Quinto Minucio Rufo
Quinto Minucio Rufo (in latino Quintus Minucius Rufus; fl. 201-183 a.C.) è stato un politico e generale romano della Repubblica, trionfatore contro i Boi.

## Biografia
Appartenente ad una famiglia plebea, era figlio di Gaio Minucio e nipote di Gaio Minucio.
Nel 201 a.C. fu edile plebeo, mentre nel 200 a.C. ricoprì la carica di pretore, ottenendo Bruttii come provincia. In questa qualità condusse una indagine su di un furto avvenuto nel tempio di Proserpina a Locri, scoprendo anche una cospirazione; non avendo terminato le indagini alla scadenza del mandato, ottenne un prolungamento di un anno.
Nel 197 a.C. fu console; in questa veste sconfisse i Boi, ma il senato romano non gli garantì un trionfo, che però Rufo celebrò autonomamente sul monte Albano.
Nel 189 a.C. fu uno degli inviati in Asia a seguito delle vittorie su Antioco III; il suo nome è incluso nella lista dei senatori presenti all'approvazione del senatusconsultum de Bacchanalibus (186 a.C.). Nel 183 a.C. fu uno degli ambasciatori inviati in Gallia.